# Breguet Br.120
Le Breguet Br.120 était un avion de chasse embarqué, conçu au début des années 1960 par la société Breguet Aviation.